# Перемышльская улица (Киев)
Перемышльськая улица (укр. Перемишльська вулиця) — улица в Подольском районе города Киева, местности Ветряные горы. Пролегает от Западинской улицы до улицы Байды-Вишневецкого.
Примыкают улицы Галицкая, Ветряные Горы, Межевая, переулок Кузьмы Скрябина.

## История
Возникла в середине XX века под названием (2-я) улица Ветряные Горы. Современное название улица получила в 1955 году. В 1962 году участок улицы от Светлицкого до Косенко был выделен в отдельный Межевой переулок.

## Застройка
Застройка улицы представлена жилой — многоэтажными домами.
Учрежденияː
- отделение связи № 123 (дом № 13/16)
- библиотека Подольского района имени Джамбула Джабаева (дом № 11/13)
- Ясли-сад № 96 (дом № 19)

По всей длине улицы проходит маршрут автобуса №72 с остановками Улица Светлицкого, Улица Галицкая, Улица Западинская.